# Димитър Шишманов (журналист)
Вижте пояснителната страница за други личности с името Димитър Шишманов.
Димитър Шишманов е български журналист.
Роден е в с. Кайбикьой, Гюмюрджинско. Произхожда от семейство на малоазийски българи - бежанци, от където идва интересът му към изследването на историята и етнографията на българите в Турция.
Завършва Софийския университет. Работи като редактор в БТА и неин кореспондент в Турция, Франция и други страни в Близкия изток и Западна Европа.

## Книги
- „Съвременна Турция“
- 1965 Turkiyede isci ve sosyalist hareketi, („Работническото и социалистическо движение в Турция“) Sofia: Nar. prosv.,(издадена на турски език, 208 с)
- 1974 „Европа, гледана от Париж“, София: Партиздат (271 с.)
- 1975 „Кръв и карамфили в Лисабон“, София: Партиздат, (220 с.)
- 1984 „Елисейският дворец през Петата република“, София: Партиздат (255 с.)
- 1987 „Изстрели над Босфора“ София: Наука и Изкуство, (338 c.)
- 1988 „Участта на българите в Турция“, /How the Bulgarians in Turkey vanished/Sofia: Sofia-Press, 1988/ Le sort des bulgares en Turquie / Sofia: Sofia-Press, 1988 (78 с.)
- 1994 „Зад Високата порта“ София: Наука и Изкуство, (198с.)
- 2000 „Необикновената история на малоазийските българи“[1], София: Пони, 2001, стр. 103